# Okres Kutná Hora

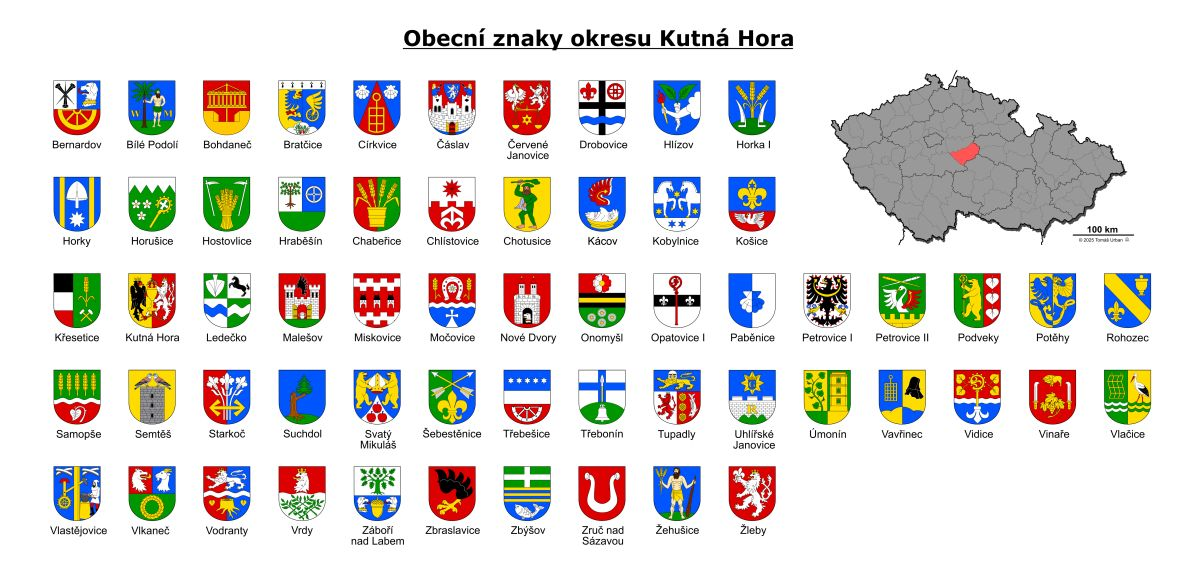
Přehled obecních znaků okresu Kutná Hora

Okres Kutná Hora je okres v jihovýchodní části Středočeského kraje. Sídlem jeho dřívějšího okresního úřadu bylo město Kutná Hora, které je obcí s rozšířenou působností. Kromě jeho správního obvodu okres obsahuje ještě správní obvod obce s rozšířenou působností Čáslav.
V rámci kraje sousedí na jihozápadě s okresem Benešov, na západě s okresem Praha-východ a na severozápadě s okresem Kolín. Dále pak sousedí na severovýchodě a východě s okresy Pardubice a Chrudim Pardubického kraje a na jihovýchodě s okresem Havlíčkův Brod Kraje Vysočina.

## Charakteristika okresu
Okres se skládá ze dvou správních obvodů obcí s rozšířenou působností (Kutná Hora a Čáslav), které se dále člení na čtyři správní obvody obcí s pověřeným obecním úřadem (Kutná Hora, Čáslav, Uhlířské Janovice a Zruč nad Sázavou). Největšími městy jsou Kutná Hora (21 tisíc obyvatel) a Čáslav (10 tisíc obyvatel).
Povrch okresu, který se rozkládá mezi středními toky Labe a Sázavy, je rozmanitý, protože sem zasahuje Hornosázavská pahorkatina, Čáslavská kotlina i částečně Polabská nížina. Nejvyšším bodem je vrch Březina (555 m n. m.). Okres má rozlohu 917 km², z toho v roce 2019 činila 64,9 % zemědělská půda a 23,8 % lesy. Hospodářství Kutnohorska bylo vždy založeno na zemědělství, z průmyslových podniků jsou významnými Philip Morris ČR nebo Foxconn Česká republika Okresem prochází silnice I. třídy číslo I/2, I/17 a I/38. Silnicemi II. třídy jsou II/111, II/125. II/126, II/327, II/335, II/336, II/337, II/338 a II/339. Železniční tratě procházející tímto okresem jsou : Kolín – Havlíčkův Brod, Kolín – Havlíčkův Brod, Čáslav–Třemošnice, Čerčany – Světlá nad Sázavou, Kolín–Ledečko, Kutná Hora – Zruč nad Sázavou.
Na území okresu se nachází řada přírodních památek, největší je Žehušická obora o rozloze 246 ha. Kromě ní např. národní přírodní památky Kaňk a Rybníček u Hořan. Významnější a turisticky velmi oblíbené jsou ovšem historické památky, zejména v samotné Kutné Hoře, která byla zapsána na seznam světového dědictví UNESCO. Dřívější význam tohoto středověkého města, v němž se těžilo stříbro, dokumentují kromě mnoha měšťanských domů např. katedrála sv. Barbory, tzv. Hrádek, Vlašský dvůr nebo kostel sv. Jakuba. V blízké Sedlci se nachází klášterní kostel Nanebevzetí Panny Marie a známá kostnice, v rámci okresu jsou důležitými i zámky Kačina nebo Žleby.

## Seznam obcí a jejich částí
Města vyznačena tučně, městyse kurzívou, části obcí malince.
Adamov •
Bernardov •
Bílé Podolí (Lovčice • Zaříčany) •
Bludov •
Bohdaneč (Dvorecko • Kotoučov • Prostřední Ves • Řeplice • Šlechtín) •
Brambory •
Bratčice •
Církvice (Jakub) •
Čáslav (Čáslav-Staré Město • Čáslav-Nové Město • Filipov) •
Čejkovice •
Černíny (Bahno • Hetlín • Krasoňovice • Předbořice • Zdeslavice) •
Červené Janovice (Chvalov • Lány • Plhov • Vilémovice • Zadní • Zhoř) •
Čestín (Čenovice • Čentice • Kamenná Lhota • Kasanice • Kněž • Milotice • Morány • Polipsy) •
Dobrovítov (Dědice) •
Dolní Pohleď (Měchonice) •
Drobovice •
Hlízov •
Horka I (Borek • Svobodná Ves) •
Horka II (Buda • Čejtice • Hrádek • Onšovec) •
Horky •
Horušice •
Hostovlice •
Hraběšín •
Chabeřice (Brandýs • Čížov • Holšice) •
Chlístovice (Chroustkov • Kralice • Kraličky • Pivnisko • Svatý Jan t. Krsovice • Švábínov • Vernýřov • Všesoky • Zdeslavice • Žandov) •
Chotusice (Druhanice) •
Kácov (Račíněves • Zderadinky • Zderadiny • Zliv) •
Kluky (Nová Lhota • Olšany • Pucheř) •
Kobylnice •
Košice •
Krchleby (Chedrbí) •
Křesetice (Bykáň • Chrást • Krupá) •
Kutná Hora (Kutná Hora-Vnitřní Město • Hlouška • Kaňk • Karlov • Malín • Neškaredice • Perštejnec • Poličany • Sedlec • Šipší • Vrchlice • Žižkov) •
Ledečko (Vraník) •
Malešov (Albrechtice • Maxovna • Polánka • Týniště) •
Miskovice (Bylany • Hořany • Mezholezy • Přítoky) •
Močovice •
Nepoměřice (Bedřichov • Miletice) •
Nové Dvory (Ovčáry) •
Okřesaneč •
Onomyšl (Budy • Křečovice • Miletín • Rozkoš) •
Opatovice I •
Paběnice •
Pertoltice (Budkovice • Chlístovice • Laziště • Machovice • Milanovice) •
Petrovice I (Hološiny • Michalovice • Senetín • Újezdec) •
Petrovice II (Boštice • Losiny • Nové Nespeřice • Stará Huť • Staré Nespeřice • Tlučeň) •
Podveky (Ježovice • Útěchvosty • Zalíbená) •
Potěhy •
Rašovice (Jindice • Mančice • Netušil) •
Rataje nad Sázavou (Malovidy • Mirošovice) •
Rohozec •
Řendějov (Jiřice • Nový Samechov • Starý Samechov) •
Samopše (Budín • Mrchojedy • Přívlaky • Talmberk) •
Semtěš •
Schořov •
Slavošov (Hranice • Věžníkov) •
Soběšín (Otryby) •
Souňov •
Staňkovice (Chlum • Nová Ves • Ostašov • Smilovice) •
Starkoč •
Sudějov •
Suchdol (Dobřeň • Malenovice • Solopysky • Vysoká) •
Svatý Mikuláš (Lišice • Sulovice • Svatá Kateřina) •
Šebestěnice •
Štipoklasy •
Třebešice •
Třebětín (Hostkovice • Víckovice) •
Třebonín •
Tupadly •
Uhlířské Janovice (Bláto • Janovická Lhota • Kochánov • Malejovice • Mitrov • Opatovice II • Silvánka) •
Úmonín (Březová • Hájek • Korotice • Lomec • Lomeček) •
Úžice (Benátky • Čekanov • Františkov • Chrastná • Karlovice • Mělník • Nechyba • Radvanice • Smrk) •
Vavřinec (Chmeliště • Žíšov) •
Vidice (Karlov t. Doubrava • Nová Lhota • Roztěž • Tuchotice) •
Vinaře (Vinice) •
Vlačice (Výčapy) •
Vlastějovice (Březina • Budčice • Kounice • Milošovice • Pavlovice • Skala • Volavá Lhota) •
Vlkaneč (Kozohlody • Přibyslavice) •
Vodranty •
Vrdy (Vrdy • Dolní Bučice • Horní Bučice • Zbyslav) •
Záboří nad Labem (Habrkovice) •
Zbizuby (Hroznice • Koblasko • Makolusky • Nechyba • Vestec • Vlková • Vranice) •
Zbraslavice (Borová • Hodkov • Chotěměřice t. Pančava • Kateřinky • Krasoňovice • Lipina • Malá Skalice • Ostrov • Radvančice • Rápošov • Útěšenovice • Velká Skalice) •
Zbýšov (Březí • Damírov • Chlum • Klucké Chvalovice • Krchlebská Lhota • Opatovice • Zbudovice) •
Zruč nad Sázavou (Domahoř • Dubina • Nesměřice • Želivec) •
Žáky (Štrampouch) •
Žehušice (Bojmany) •
Žleby (Kamenné Mosty • Markovice • Zehuby)

### Změny hranice okresu
Obec Hulice byla přičleněna k okresu Benešov k 1. lednu 1968.
K datu voleb do obecních zastupitelstev 12. listopadu 2000 bylo město Sázava začleněno do okresu Benešov.